# Ротбард, Мюррей
Мюррей Ньютон Ротбард (англ. Murray Newton Rothbard; 2 марта 1926 — 7 января 1995) — американский политический философ, экономист, представитель австрийской школы экономической теории и историк, чьи труды и личное влияние сыграли основную роль в развитии современного либертарианства. Ротбард был основателем и ведущим теоретиком анархо-капитализма и центральной фигурой в американском либертарианском движении XX века. Он написал более 20 книг по политической теории, экономике и по другим предметам.
Ротбард утверждал, что все услуги, предоставляемые «монопольной системой корпоративного государства», могли бы быть более эффективно предоставлены частным сектором, и писал, что государство — это «организация грабежа, систематизированная и масштабная». Он назвал банковские операции с частичным резервированием формой мошенничества и выступил против центрального банковского дела. Ротбард категорически против любого военного, политического и экономического интервенционизма в делах других наций. По словам его протеже Ханса-Хермана Хоппе «здесь не было бы анархо-капиталистического движения, о котором можно было бы говорить, без Ротбарда».
Ротбард отверг основные экономические методологии и вместо этого принял праксеологию своего самого важного интеллектуального предшественника, Людвига фон Мизеса. Чтобы продвигать свои экономические и политические идеи, Ротбард присоединился к Лью Роквеллу (англ.) и Бертону Блумерту (англ.) в 1982 году, чтобы основать Институт Мизеса в Алабаме.

## Жизнь и работа

### Образование
Родился в еврейской семье. Его отец, Давид Ротбард (1893—?) иммигрировал в США из Вышгорода (Польша) в 1910 году, а мать, Рая Ротбард (урождённая Бабушкина, 1896—?), — из России. Разговорным языком в семье был идиш. Отец, химик по профессии, на протяжении нескольких десятков лет работал управляющим нефтеперерабатывающего завода концерна «Tide Water Oil Company» в Бейонне в штате Нью-Джерси. Мюррей учился в частной школе Бёрч Уотен в Нью-Йорке. Ротбард позже заявил, что он предпочёл Бёрч Уотен «унижающей и эгалитаристской системе государственных школ», которую он ранее посещал в Бронксе.
Ротбард писал о том, что вырос как приверженец «Старых правых» среди друзей и соседей, которые были «коммунистами или около того». Ротбард охарактеризовал своего отца-иммигранта как индивидуалиста, который принял американские ценности минимального правительства, свободного предпринимательства, частной собственности и решимости «подняться на своих заслугах». По словам Ротбарда «социализм показался мне чудовищно принудительным и отвратительным».

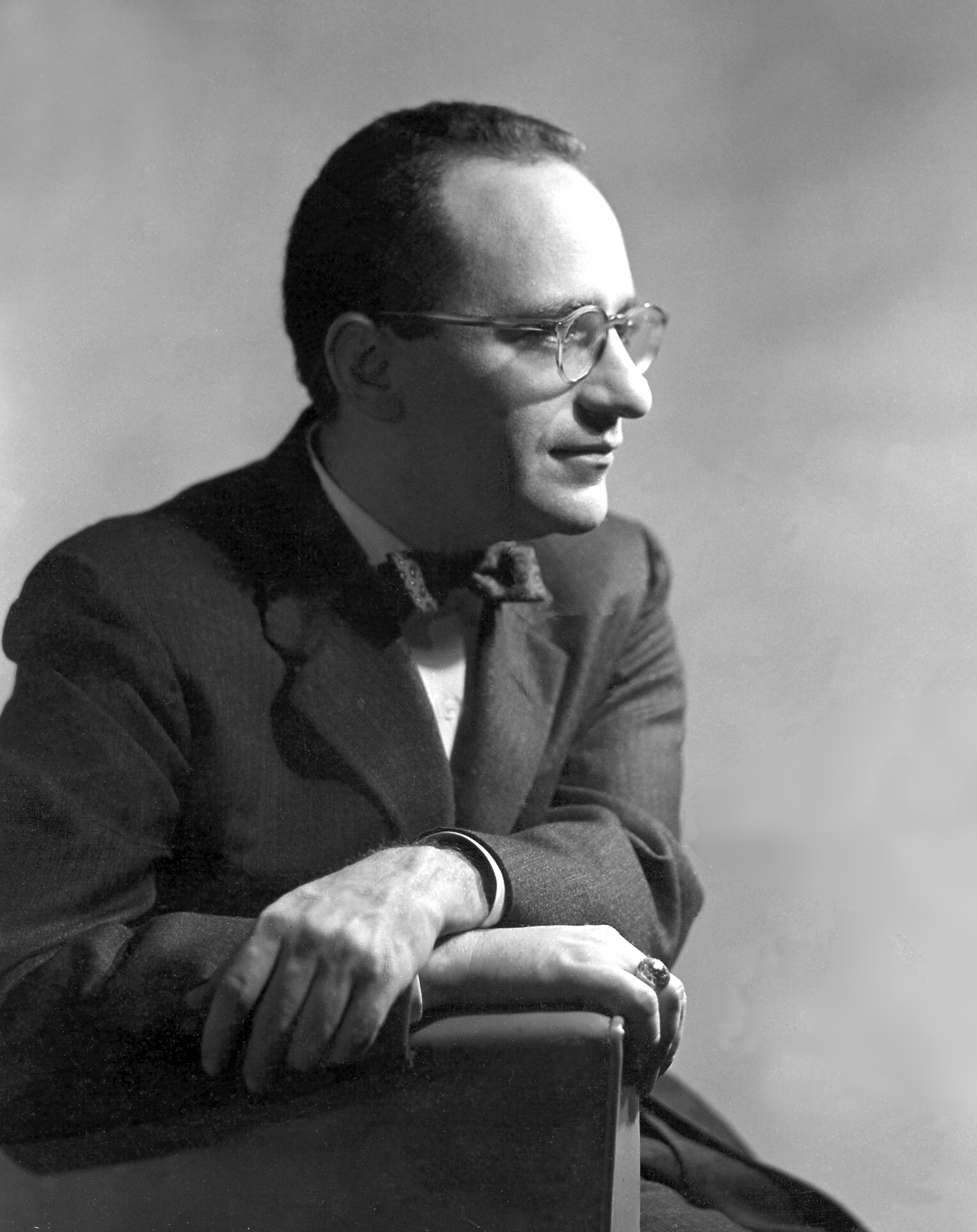
Ротбард в середине 1950-х годов

Он учился в Колумбийском университете, где получил степень бакалавра гуманитарных наук по математике в 1945 году и степень доктора философии по экономике в 1956 году. Задержка с получением докторской степени была вызвана частично конфликтом с его научным руководителем Джозефом Дорфманом и отчасти тем, что Артур Бёрнс отверг его диссертацию. Бёрнс был давним другом семьи Ротбардов и их соседом в доме на Манхэттене. Только после того, как Бёрнс ушёл в отпуск с факультета Колумбии, чтобы возглавить Совет экономических советников президента Эйзенхауэра, докторская диссертация Ротбарда по теме «На пути к восстановлению экономики полезности и благосостояния» была принята, и он получил докторскую степень(с. 43—44). Ротбард позже заявил, что все его сокурсники были крайне левыми, и что он был одним из двух республиканцев в кампусе Колумбии в то время.
В течение 1940-х годов Ротбард познакомился с Фрэнком Ходоровым и читал либертариански ориентированные работы Альберта Джея Нока, Гарета Гарретта, Изабель Патерсон, Г. Л. Менкена и других, а также австрийского экономиста Людвига фон Мизеса. В начале 1950-х годов, когда Мизес преподавал в школе бизнеса Нью-Йоркского университета, Ротбард присутствовал на его неофициальном семинаре. На Ротбарда большое влияние оказала книга Мизеса «Человеческая деятельность». Ротбард привлёк внимание Фонда Уильяма Фолькера, группы, которая обеспечивала финансовую поддержку для продвижения различных правых идеологий в 1950-х и начале 1960-х годов. Фонд Фолькера заплатил Ротбарду за написание учебника, объясняющего деятельность человека в форме, которую можно использовать, чтобы познакомить студентов Мизеса с магистрантами; образец главы, которую он написал о деньгах и кредитах, получил одобрение Мизеса. В течение десяти лет Ротбард получал вознаграждение от Фонда Фолькера, который назначил его «старшим аналитиком»(с. 54). Пока Ротбард продолжал свою работу, он расширил проект. Результатом стала книга Ротбарда «Человек, экономика и государство», опубликованная в 1962 году. После публикации Мизес высоко оценил работу Ротбарда(с. 14).

### Брак, занятость и активизм
В 1953 году в Нью-Йорке Ротбард женился на Джоанн Шумахер (1928—1999), которую он назвал Джои. Джоанн была его редактором и близким советником, а также хозяйкой его салона. Они были счастливы в браке, и Ротбард часто называл её «поддерживающей основой» своей жизни и достижений. По словам Джои, покровительство Фонда Фолькера позволило Ротбарду работать в качестве внештатного теоретика и ученого в течение первых пятнадцати лет их брака. Фонд Фолькера рухнул в 1962 году, что заставило Ротбарда искать работу в различных нью-йоркских учебных заведениях. В 1966 году в возрасте 40 лет ему была предложена временная должность преподавателя экономики студентам инженерных факультетов Бруклинского политехнического института. В этом учреждении не было ни экономического факультета, ни экономических специальностей, и Ротбард назвал свой факультет социальных наук марксистским. Однако Джастин Раймондо пишет, что Ротбарду понравилась его роль в Бруклинском политехническом институте, потому что работа в течение только двух дней в неделю давала ему свободу вносить вклад в развитие либертарианской политики.
Ротбард продолжал работать на этой должности в течение двадцати лет до 1986 года. Затем 60-летний Ротбард покинул Бруклинский политехнический институт, устроившись в Школу бизнеса Ли в Невадском университете в Лас-Вегасе (UNLV), где он носил звание холловского профессора экономики, наделенный кафедрой, оплаченной либертарианским бизнесменом. По словам друга Ротбарда и коллеги-экономиста Мизеса Ханса-Германа Хоппе, Ротбард вёл «периферийное существование» в академических кругах, но он смог привлечь большое количество «студентов и учеников» в свои труды, тем самым став «создателем и одним из главных деятелей современного либертарианского движения». Ротбард занимал свою должность в UNLV с 1986 года до своей смерти. Ротбард основал Центр либертарианских исследований в 1976 году и Журнал либертарианских исследований в 1977 году. В 1982 году он стал одним из основателей Института Людвига фон Мизеса в Оберне, штат Алабама, и был вице-президентом по академическим вопросам до 1995 года. Журнал The Institute of Austrian Economics, неортодоксальный экономический журнал позднее переименованный в Quarterly Journal of Austrian Economics, также был основан Ротбардом в 1987 году.

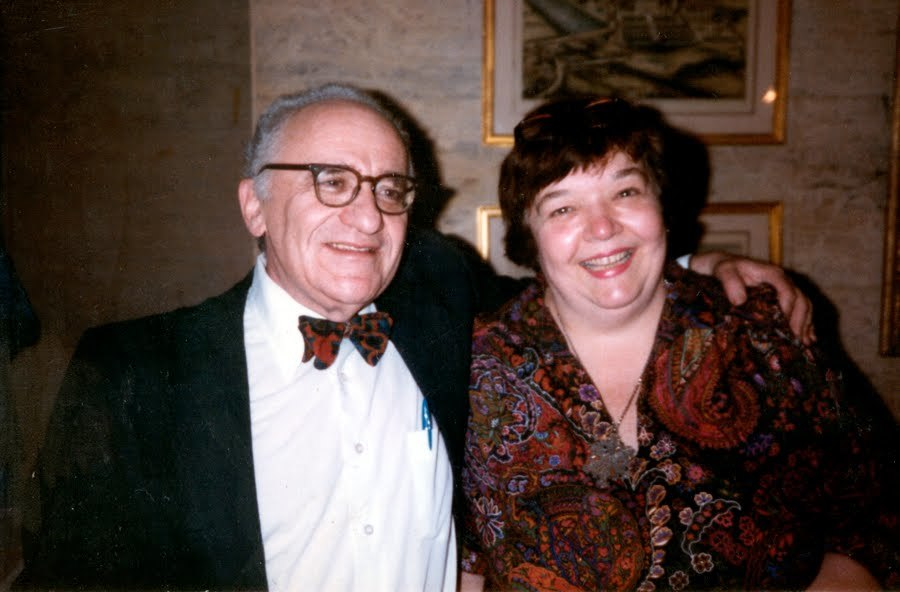
Ротбард с женой Джои

После смерти Ротбарда Джои размышляла о счастье и ярком духе Ротбарда, говоря, что «ему удавалось зарабатывать на жизнь 40 лет, не вставая до полудня. Это было важно для него». Она вспоминает, как Ротбард начинал каждый день с телефонного разговора со своим коллегой Лью Роквеллом: «Звуки смеха разносились по дому или квартире, когда они встречались друг с другом. Мюррей думал, что это лучший способ начать день». Ротбард был агностиком, описывая себя как «смесь агностика и иудея-реформиста». Несмотря на то, что его идентифицировали как агностика и атеиста, Ротбард был критически настроен по отношению к «левой враждебности к религии». В последние годы Ротбарда многие из его друзей ожидали, что он перейдет в католицизм, но он этого не сделал. Некролог New York Times назвал Ротбарда «экономистом и социальным философом, который яростно защищал индивидуальную свободу от вмешательства правительства».

### Конфликт с Айн Рэнд
В 1954 году Ротбард вместе с несколькими другими участниками семинара Мизеса присоединился к кругу Айн Рэнд, основательницы объективизма. Расставшись с ней, он написал среди прочего, что её идеи были не такими оригинальными, как она провозглашала, а похожими на идеи Аристотеля, Фомы Аквинского и Герберта Спенсера. В 1958 году, после публикации романа Рэнд «Атлант расправил плечи», Ротбард написал для неё «письмо фаната», называя книгу «бесконечной сокровищницей и не просто величайшим из когда-либо написанных романов, [но] одной из самых великих книг, когда-либо написанных в художественной или научной литературе». Он также писал, что Рэнд представила его к философии естественного права побудив его к изучению традиций естественного права. Ротбард воссоединился с кругом Айн Рэнд на несколько месяцев.
Члены группы требовали безусловной преданности своим убеждениям, особенно важным из которых был атеизм. Группа не терпела в своём составе не только верующих, но и тех, кто был в браке с христианами. Летом 1958 рэндианцы попросили Ротбарда развестись с его женой, убеждённой протестанткой, он отказался. Вскоре Ротбард порвал с кругом Айн Рэнд ещё раз из-за различных разногласий, в том числе из-за защиты Ротбардом анархизма. В письме Мизесу он писал об обстановке в кружке: «Фанатизм, с которым они поклоняются Рэнд и Брандену, невероятен, вся обстановка напоминает некую помесь религиозного культа и троцкистской ячейки».
Позже Ротбард высмеял сторонников Рэнд в своей неопубликованной одноактной пьесе «Моцарт был красным» и в эссе «Социология культа Айн Рэнд». Ротбард охарактеризовал круг Рэнд как «догматичный личностный культ». Его пьеса пародирует Рэнд (через персонажа Карсона Сэнда) и её друзей.

### Смерть
Ротбард умер от сердечного приступа 7 января 1995 года в возрасте 68 лет. Он был похоронен на Оуквудском кладбище в Юнионвилле, штат Вирджиния.

## Этические и философские взгляды

### Австрийская экономика
Ротбард был защитником и практиком австрийской школьной традиции, как и его учитель Людвиг фон Мизес. Как и Мизес, Ротбард отверг применение научного метода к экономике и отклонил эконометрику, эмпирический и статистический анализ и другие инструменты основной социальной науки как бесполезные для изучения экономики. Вместо этого он принял праксеологию, строго априорную методологию Мизеса. Праксеология понимает экономические законы как родственные геометрическим или математическим аксиомам: фиксированные, неизменные, объективные и различимые посредством логических рассуждений без использования каких-либо доказательств. По словам экономиста Ханса-Германа Хоппе, отказ от научного метода и эмпирических данных отличает мизесианский подход «от всех других современных экономических школ». По словам Марка Скоузена из Университета Грэнтхем и Фонда экономического образования, критика экономической теории, Ротбард великолепен, его стиль письма убедителен, его экономические аргументы логически точны, а его мизесовская методология вполне убедительна. Однако, сославшись на отсутствие научных публикаций Ротбарда, Скоузен признает, что Ротбард был фактически «вне дисциплины» основной экономической теории и что его работа «не нашла ответа» за пределами его идеологических кругов. Параллельно с замечаниями Скоусена, Хоппе сетует на тот факт, что все не-мизесовские экономисты отвергают как «догматический и ненаучный» мизесовский подход, который он с Ротбардом принял.
Ротбард много писал о теории австрийского экономического цикла и в рамках этого подхода решительно выступал против центрального банка, фиатных денег и банков с частичным резервированием, выступал за золотой стандарт и 100-процентное требование к резервам для банков.

#### Полемика против основной экономики
Ротбард является автором серии полемики против современной основной экономики. Он критиковал Адама Смита, называя его «бесстыдным плагиатором», который выбил экономику из колеи, что в конечном итоге привело к росту марксизма. Вместо этого Ротбард высоко оценил работы современников Смита, в том числе Ричарда Кантильона, Робера Жака Тюрго и Этьена Бонно де Кондильяка, за разработку субъективной теории стоимости. В ответ на обвинение Ротбарда, что «Богатство народов» Смита было в значительной степени плагиатом, Дэвид Д. Фридман подверг критике учёность и характер Ротбарда, сказав, что он «был [либо] намеренно нечестен, либо никогда не читал книгу, которую критиковал». Тони Эндрес назвал обращение Ротбарда с Адамом Смитом «карикатурой».
Ротбард также скандально критиковал Джона Мейнарда Кейнса, называя его слабым в экономической теории и мелким политическим оппортунистом. Ротбард также писал более широко, что государственное регулирование денег и кредита в кейнсианском стиле создало «ужасную валютно-банковскую ситуацию». Он унижал Джона Стюарта Милля как «шерстистого человека» и предполагал, что «мягкая» личность Милля сбила его экономическую мысль с пути.
Ротбард критиковал монетариста-экономиста Милтона Фридмана. В полемике под названием «Разгадка Милтона Фридмана» он назвал Фридмана этатистом, «фаворитом истеблишмента», другом и «апологетом» Ричарда Никсона и «пагубным влиянием» на государственную политику. Ротбард сказал, что либертарианцы должны презирать, а не отмечать академический престиж и политическое влияние Фридмана. Отметив, что Ротбард «был противен мне и моей работе», Фридман ответил на критику Ротбарда, назвав его «культовым строителем и догматиком».
В мемориальном томе, опубликованном Институтом Мизеса, протеже и либертарианский теоретик Ротбарда Ханс-Герман Хоппе написал, что работа «Человек, экономика и государство» «представляет собой резкое опровержение всех вариантов математической экономики» и включил его в число «ошеломляющих достижений» Ротбарда. Хоппе посетовал, что, как и его собственный наставник Людвиг фон Мизес, Ротбард умер, не получив Нобелевскую премию, которую, по словам Хоппе, Ротбард заслужил «дважды». Хотя Хоппе признал, что Ротбард и его работы были в значительной степени проигнорированы академическими кругами, он назвал Ротбарда «интеллектуальным гигантом», сравнимым с Аристотелем, Джоном Локком и Иммануилом Кантом.

#### Восприятие работ Ротбарда
Хотя Ротбард и назвал себя австрийским экономистом, его методология противоречила методологии многих других австрийцев. В 1956 году Ротбард осудил взгляды австрийского экономиста Фрица Махлупа, заявив, что Махлуп не был праксеологом, и назвал его «позитивистом», который не смог представить взгляды Людвига фон Мизеса. Ротбард заявил, что на самом деле Махлуп разделяет противоположную позитивистскую точку зрения, связанную с экономистом Милтоном Фридманом. Мизес и Махлуп были коллегами в Вене 1920-х годов, прежде чем каждый из них переехал в Соединённые Штаты, а позже Мизес призвал своего американского протеже Израэля Кирцнера продолжить обучение в аспирантуре Махлупа в Университете Джонса Хопкинса.
Согласно либертарианским экономистам Тайлеру Коуэну и Ричарду Финку, Ротбард писал, что термин «равномерно вращающаяся экономика» (ERE) может использоваться для анализа сложности в мире перемен. Понятия ERE были введены Мизесом в качестве альтернативной номенклатуры для основного экономического метода статического равновесия и анализа общего равновесия. Коуэн и Финк обнаружили «серьезные несоответствия как в природе ERE, так и в её предполагаемом использовании». За исключением Ротбарда, ни один другой экономист не принял термин Мизеса, и эту концепцию продолжали называть «анализом равновесия».
В статье, опубликованной в 2011 году с критикой «рефлексивного противодействия» Ротбарда инфляции, The Economist отметил, что его взгляды все больше приобретают влияние среди политиков и мирян справа. В статье противопоставлено категорическое неприятие Ротбардом инфляционной политики с монетарными взглядами "искушенных монетарных экономистов австрийской школы, таких как Джордж Селгин и Ларри Уайт, [которые] следуют за Хайеком в трактовке стабильности номинальных расходов как денежного идеала — позиции, которая далеко не все, что отличается от мистера Самнера.
По словам экономиста Питера Бёттке, Ротбарда лучше описать как экономиста по правам собственности, чем как австрийского экономиста. В 1988 году Бёттке отметил, что Ротбард «яростно напал на все книги молодых австрийцев».

### Этика

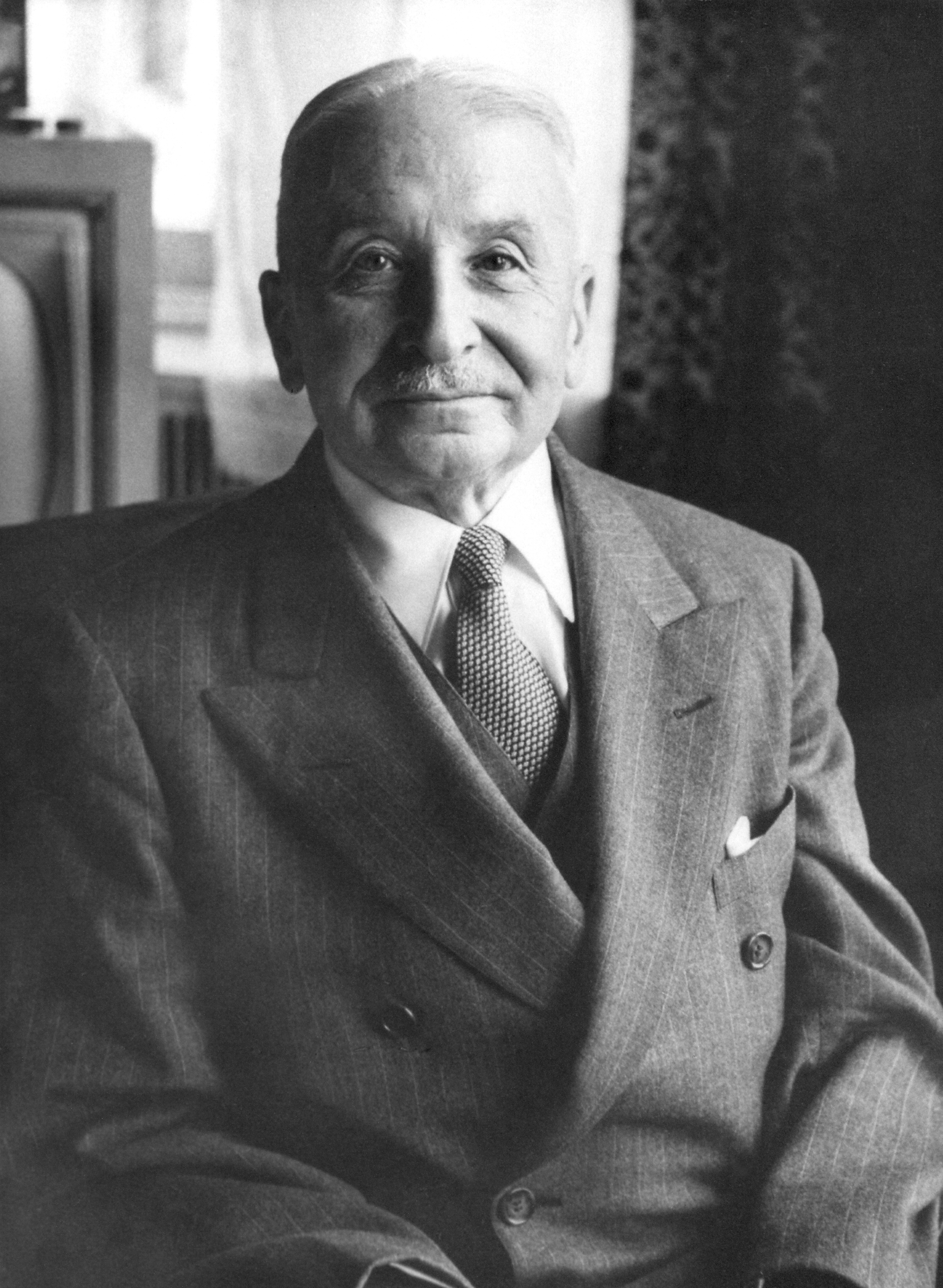
Людвиг фон Мизес

Хотя Ротбард принял дедуктивную методологию Людвига фон Мизеса для своей социальной теории и экономики, он расстался с Мизесом по вопросу этики. В частности, он отверг убеждение Мизеса в том, что этические ценности остаются субъективными, и выступил против утилитаризма в пользу принципов естественного права. В защиту своих взглядов на свободный рынок Мизес использовал утилитарные экономические аргументы, нацеленные на демонстрацию того, что интервенционистская политика ухудшает положение всего общества. С другой стороны, Ротбард пришёл к выводу, что политика интервенционизма действительно приносит пользу некоторым людям, в том числе некоторым государственным служащим и бенефициарам социальных программ. Поэтому, в отличие от Мизеса, Ротбард пытался установить объективную, естественную правовую основу для свободного рынка. Он назвал этот принцип самопринадлежностью, свободно основывую идею на трудах Джона Локка, а также заимствуя концепции из классического либерализма и антиимпериализма Старых правых.
Ротбард принял трудовую теорию собственности, но отверг оговорку Локка, утверждая, что если человек смешивает свой труд с неиспользуемой землёй, то он навсегда становится надлежащим владельцем, и что после этого времени это будет частная собственность, которая может переходить из рук в руки только путем торговли или дарения.
Ротбард был убеждённым критиком эгалитаризма. В заглавном эссе книги Ротбарда 1974 года «Эгалитаризм как восстание против природы и другие очерки» говорилось: «Равенство не в естественном порядке вещей, и крестовый поход, направленный на то, чтобы сделать всех равными во всех отношениях (кроме закона), несомненно, приведет к катастрофическим последствиям». В ней Ротбард писал: «В основе левого равноправия лежит патологическое убеждение, что структура реальности не существует; весь мир представляет собой табула-расу, которую можно изменить в любой момент в любом желаемом направлении с помощью простого упражнения человеческой воли».

### Либертарианство
Различные теоретики на протяжении истории уже придерживались философии права, подобной анархо-капитализму. Однако Ротбард был первым, кто использовал этот термин, — в середине XX века он синтезировал элементы из австрийской школы экономики, классического либерализма и американского анархо-индивидуализма XIX века. По словам Лью Роквелла, Ротбард был «совестью» всех различных разновидностей либертарианского антиэтатизма, чьи современные сторонники — бывшие «коллеги» Ротбарда, лично вдохновились его примером.
Во время учёбы в аспирантуре в конце 1940-х годов Ротбард задумывался о том, будет ли строгая политика невмешательства требовать, чтобы частные полицейские учреждения заменяли государственные службы защиты. Он посетил Болди Харпера, основателя Фонда экономического образования, который сомневался в необходимости какого-либо государства вообще. В течение этого периода Ротбард находился под влиянием американских анархистов-индивидуалистов XIX века, таких как Лизандер Спунер и Бенджамин Такер, а также бельгийского экономиста Густава де Молинари, которые писали о том, как такая система может работать. Таким образом, Ротбард объединил экономическую политику Мизеса с абсолютистскими взглядами на права человека и отказ от государства индивидуалистических анархистов. В неопубликованной записке, написанной около 1949 года, Ротбард пришёл к выводу, что для того, чтобы верить в невмешательство, нужно также принять анархизм.
Ротбард начал считать себя анархистом частной собственности в 1950 году, а затем начал использовать понятие «анархо-капиталист» для описания своей политической идеологии. В его анархо-капиталистической модели система агентств защиты конкурирует на свободном рынке и добровольно поддерживается потребителями, которые решают использовать свои защитные и судебные услуги. Анархо-капитализм означал бы конец государственной монополии на насилие.
В «Человеке, экономике и государстве» Ротбард делит различные виды государственного вмешательства на три категории: «аутистическое вмешательство», то есть вмешательство в частную неэкономическую деятельность; «бинарное вмешательство», которое является вынужденным обменом между людьми и государством; и «трехстороннее вмешательство», которое является государственным обменом между людьми. Согласно Санфорду Икеде, типология Ротбарда «устраняет пробелы и несоответствия, которые появляются в первоначальной формулировке Мизеса». Ротбард пишет в Power and Market, что роль экономиста на свободном рынке ограничена, но она намного больше в государстве, которое запрашивает рекомендации экономической политики. Ротбард утверждает, что, следовательно, личный интерес наносит ущерб взглядам многих экономистов в пользу усиления государственного вмешательства.

### Раса, гендер и гражданские права
Майкл О’Мэлли, профессор истории в Университете Джорджа Мэйсона, характеризует позицию Ротбарда в отношении движения за гражданские права и движения за права женщин как «пренебрежительную и враждебную». Ротбард обвинял борцов за женские права в усилении государства, а активистов подобных движений — в недальновидности и желании расширить государственные полномочия. В «Происхождении Государства Всеобщего Благосостояния» Ротбард выразил точку зрения, что подобного рода прогрессивисты эволюционировали из элитарных протестантов Позолоченного Века, которые хотели построить некоторого рода секуляризованное государство всеобщего благосостояния, которое бы возглавлялось коалицией белых североамериканских протестантов, еврейских женщин и «дев-лесбиянок».
Ротбард призвал к уничтожению «всей системы гражданских прав», заявив, что она «преступает права собственности каждого американца». Он последовательно выступал за отмену Акта о Гражданских Правах 1964 года, включая 6-й Раздел о дискриминации при приёме на работу и призывал пересмотреть решение по делу Браун против Совета по образованию из-за того, что интеграция школ носила явно принудительный характер и являлась проявлением агрессии.
У Ротбарда была выраженная позиция относительно многих лидеров движения за гражданские права. Он полагал, что чёрный сепаратист Малькольм Икс — это «великий чёрный лидер», а интеграционист Мартин Лютер Кинг младший обычно так любим белыми из-за того, что он являлся «главной сдерживающей назревающую Чёрную Революцию силой». Ротбард отверг идеи «принудительной интеграции» и чувствовал, что «самопомощь, гордость, хозяйственность, чёрный бизнес etc … не может рассчитывать на процветание в контексте реальности чёрной Америки, то есть постоянного угнетения со стороны белых властных структур». Ни одна из этих благих и либертарианских вещей не может быть достигнута, если управление традиционно управляемых белыми штатами ляжет на плечи чёрного народа. В 1993 году он отверг идею «отдельной чёрной нации», вопрошая: «Неужели кто-то действительно верит в то, что … Новая Африка будет довольна тем, что сможет создать сама, без помощи со стороны США?» Ротбард также предложил, чтобы оппозиция по отношению к Кингу (которого Ротбард назвал «коэрцитивным интеграционалистом») стала лакмусовой бумажкой для членов его «палеолибертарианского» политического движения.

### Противостояние войнам
Как и Рэндольф Борн, Ротбард считал, что «война — это здоровье государства». По словам Дэвида Гордона, это было причиной противостояния Ротбарда любой агрессивной внешней политике. Ротбард считал, что необходимо прекращение новых войн, и что распространение знание того, как государство привело граждан к более ранним войнам, крайне важно. Два очерка Ротбарда, «Война, мир и государство» и «Анатомия государства», расширили это дело. Ротбард использовал идеи Вильфредо Парето, Гаэтано Моски и Роберта Михелса для построения модели персонала, целей и идеологии государства. В некрологе для своего друга исторический ревизионист Гарри Элмера Барнса, Ротбард писал:
Наше вступление во Вторую мировую войну явилось решающим актом навязывания экономике и обществу постоянной милитаризации, создания в стране постоянного гарнизонного государства, чрезмерного военно-промышленного комплекса, постоянной системы призыва. Это был решающий акт в создании смешанной экономики, управляемой Большим Правительством и системы государственного монополистического капитализма, управляемого центральным правительством в сотрудничестве с Большим Бизнесом и Большим Унионизмом
.
Коллега Ротбарда Джозеф Стромберг отмечает, что Ротбард сделал два исключения из своего общего осуждения войны: «американская революция и война за южную независимость, если смотреть со стороны конфедератов». Ротбард осудил Северную войну против рабства, сказав, что она была вдохновлена «фанатичной» религиозной верой и характеризуется «крайней готовностью искоренять институты, совершать беспорядки и массовые убийства, грабить и уничтожать, — все во имя высоких моральных принципов». Он называл героями Джефферсона Дэвиса, Роберта Ли и других видных конфедератов и осуждал Авраама Линкольна, Улисса Гранта и других лидеров Союза за «вскрытие ящика Пандоры в виде геноцида и уничтожения мирных жителей» в их войне против Юга.

### Конфликт на Ближнем Востоке
В конфликте на Ближнем Востоке журнал The Libertarian Forum Ротбарда обвинил Израиль в агрессии, «подпитываемой американским оружием и деньгами». Ротбард предупредил, что конфликт на Ближнем Востоке втянет Соединенные Штаты в мировую войну. Он был антисионистом и выступал против участия США в конфликте на Ближнем Востоке. Ротбард раскритиковал Кэмп-Дэвидские соглашения за предательство стремления палестинцев и выступил против вторжения Израиля в Ливан в 1982 году. В своем эссе «Вина в войне на Ближнем Востоке» Ротбард заявляет, что Израиль отказался «позволить этим беженцам вернуться и вернуть имущество, изъятое у них». Он отрицательно относился к решению о двух государствах для разрешения Израильско-палестинского конфликта, говоря:
С одной стороны, есть палестинские арабы, которые веками обрабатывали землю или иным образом использовали земли Палестины; а с другой стороны, существует группа внешних фанатиков, которые приезжают со всего мира и которые заявляют, что вся территория «отдана» им как носителям коллективной религии или племени в какое-то отдалённое или легендарное время в прошлом. Невозможно разрешить обе претензии к удовлетворению обеих сторон. Не может быть никакого подлинного урегулирования, никакого «мира» перед лицом этого неудержимого конфликта; может быть только война до смерти или непростой практический компромисс, который не может никого удовлетворить. Это суровая реальность Ближнего Востока.

### Исторический ревизионизм
Ротбард принял исторический ревизионизм как противоядие от того, что он считал доминирующим влиянием коррумпированных «придворных интеллектуалов» на основные исторические повествования. Ротбард писал, что эти основные интеллектуалы исказили исторические данные в пользу государства в обмен на «богатство, власть и престиж» от правительства. Ротбард охарактеризовал ревизионистскую задачу как «проникание через туман лжи и обмана государства и его интеллектуалов и представление общественности истинной истории». Он находился под влиянием историка Гарри Элмера Барнса. Ротбард одобрил ревизионизм Барнса в отношении Второй мировой войны, сославшись на свое мнение о том, что «убийство немцев и японцев было главной целью Второй мировой войны». В дополнение к широкой поддержке его исторических взглядов, Ротбард продвигал Барнса для будущих ревизионистов.
Поддержка Ротбардом ревизионизма Второй мировой войны и его связь с Барнсом и другими отрицателями Холокоста вызвали критику внутри политических правых. Кевин Д. Уильямсон написал статью, опубликованную National Review, в которой осудил Ротбарда за «общность с ревизионистскими историками Третьего рейха», термин, который он использовал для описания отрицателей Холокоста, связанных с Ротбардом, таких как Джеймс Дж. Мартин из Института пересмотра истории.
В статье, посвященной 50-летию Ротбарда, друг Ротбарда и историк Государственного колледжа Буффало Ральф Райко заявил, что Ротбард «является главной причиной того, что ревизионизм стал важной частью всей либертарианской позиции».

### Права детей и обязанности родителей
В «Этике Свободы» Ротбард рассматривает проблему прав детей с точки зрения самопринадлежности и контрактных отношений. Это в том числе подразумевает и право женщины на аборт, остракизм и общественное осуждение родителей, проявляющих агрессию по отношению к детям, и неприятие родительских обязанностей, санкционированных государством. Ротбард также полагает, что дети имеют право покинуть своих родителей и искать новых опекунов сразу, как только смогут принять такое решение. Ротбард отстаивал право родителей на то, чтобы отдать своего ребёнка на усыновление в другую семью или продать свои родительские права в рамках добровольного контракта. Он считал, что продажа родительских прав наподобие прочих товаров в соответствии с рыночными механизмами хоть и «звучит чудовищно», но на самом деле принесёт пользу всем акторам, вовлечённым в этот рынок: «биологическим родителям, детям и родителям приёмным».
По поводу родительских прав Ротбард замечал, что «законы не должны обязывать родителей кормить, одевать или воспитывать своих детей, так как подобные обязательства влекут навязывание родителям определённых действий и поведения на внеконтрактной основе, нарушая их права». Однако Ротбард считал, что «в действительно свободном обществе будет процветающий рынок родительских прав». В действительно либертарианском обществе, писал он, «существование свободного рынка родительских прав сведёт к минимуму количество случаев халатного отношения к детям».

### Гражданские свободы
Ротбард последовательно отстаивал отмену принуждения к участию в судебном процессе, принуждения к свидетельским показаниям, обязательной работы в качестве присяжного, а также наложение досудебных запретов (а также снятия их под залог). Ротбард считал все эти явления нарушением естественных прав граждан, а также американского общего права. Вместо этого, он считал что подозреваемый, до момента вынесения приговора, не должен находиться под стражей:
«Кроме случаев, в которых преступник был пойман с поличным, и где, таким образом, существует определённая презумпция вины, невозможно оправдать задержание до вынесения приговора, и уж тем более до судебного процесса. Но даже если кто-то и был пойман с поличным, необходимо провести очень важную реформу, чтобы система оставалось справедливой: полицейские и другие представителей властей должны подчиняться тому же закону, что и все остальные. Если каждый должен подчиняться уголовному законодательству, то снятие этих ограничений с представителей властей дает им легальное право на совершение непрерывной агрессии. Полицейский, арестовавший преступника, а также приставы и судьи, которые держат его под стражей до и во время вынесения приговора — все они должны подчиняться единому праву».
Следствием из этого, согласно Ротбарду, является то, что полицейские, совершившие необоснованное задержание, или предъявившие беспочвенные обвинения, должны привлекаться к ответственности за похищение человека.

### Ретрибутивная теория уголовного права
В «Этике свободы» Ротбард отстаивает «откровенно ретрибутивную теорию взысканий», или систему «зуб за зуб». Ротбард делает особый акцент на том, что любое наказание должно быть соразмерным, говоря что «преступник, или нападающий, поражается в правах лишь настолько, насколько он поразил в правах другого человека». Применительно к своей ретрибутивной теории, Ротбард считает что вор «обязан уплатить вдвое больше, чем было украдено». Приводя в пример человека, укравшего 15 тысяч долларов, он считает, что тот должен уплатить не только украденные им деньги, но также дополнительно 15 тысяч, поскольку актом воровства он отказался от своих прав на эту сумму. В случае если вор неспособен выплатить компенсацию немедленно, он будет находиться в «состоянии [временной] повинности перед жертвой». Ротбард также выводит из своей теории допустимость пыток насильственных преступников и нанесения им телесных повреждений, однако они должны быть соразмерны совершенному преступлению.

#### Пытки подозреваемых
В 12 главе «Этики свободы» Ротбард описывает следственные действия над задержанным подозреваемым. Ротбард считает что полицейские должны иметь возможность в некоторых случаях пытать подозреваемых, в том числе обвиненных в убийстве, для получения информации о совершенном преступлении. Ротбард пишет:
«Предположим… полицейские пытали подозреваемого чтобы получить информацию (не признание, разумеется, поскольку насильственное признание никогда не может быть подлинным). Если подозреваемый окажется виновным, то полицейские избавляются от ответственности, поскольку они лишь воздали убийце заслуженное; он уже поразил себя в правах в куда большей степени. Но если подозреваемый был оправдан, то это будет означать что полицейские били и пытали невиновного, а значит они сами должны оказаться на скамье подсудимых за уголовное преступление».
Джин Каллахан, изучив эту позицию, приходит к выводу, что Ротбард отрицает широко распространенное убеждение в недопустимости пыток в целом, вне зависимости от их жертвы. Каллахан считает, что система Ротбарда создает для полицейских сильный мотив в фабрикации уголовных дел против людей, которых они пытали.

### Науки и сциентизм
В одном из своих эссе Ротбард порицал «сциентизм в исследовании человека», отвергая каузальный детерминизм в человеческом поведении, аргументируя в пользу того, что поведение человека — в отличие от других явлений природы — зависит не от предшествующих ему событий, а от «свободы воли». Он считал что «детерминизм, в применении к человеку, опровергает сам себя, ведь делающий такое заявление человек имплицитно зависит от существования свободы воли». Ротбард также выступал против чрезмерной узкой специализации в научной сфере, считая что экономика, политология, этика и история должны быть совмещены в т. н. «науку свободы».
Ротбард излагает этические основы для своих либертарианских позиций в двух книгах: «К новой свободе» (1973) и «Этика свободы» (1982). В книге «Власть и рынок» (1970) Ротбард описывает возможные варианты функционирования экономики без государства.

## Политический активизм
В молодости Ротбард считал себя частью Старых правых и частью антиэтатистского и антиинтервенционистского крыла Республиканской партии. На президентских выборах 1948 года Ротбард, будучи студентом-евреем в Колумбии, ужаснул своих сверстников, организовав акцию «Студенты за Строма Турмонда» потому что он твердо верил в права штатов. Ротбард был членом Клуба молодых республиканцев Нью-Йорка.
К концу 1960-х годов «длинный и извилистый, но в то же время непротиворечивый путь Ротбарда» привел его от поддержки противника «Нового курса» и интервенционизма Роберта А. Тафта к дружбе с квази-пацифистским конгрессменом-республиканцем из Небраски Говардом Баффетом (отцом Уоррена Баффета), который затем перешел к Лиге (адлайских) стевенсоновских демократов и к 1968 году вступил в предварительное товарищество с анархистскими фракциями «Новых левых». Ротбард выступал за альянс с антивоенным движением «Новые левые» на том основании, что консервативное движение было полностью подчинено государственному истеблишменту. Однако Ротбард позже раскритиковал «новых левых» за поддержку проекта народной республики. Именно на этом этапе он связался с Карлом Гессом и основал Левый и Правый «Журнал либертарианской мысли» с Леонардом Лиджо и Джорджем Решом, который существовал с 1965 по 1968 год.
С 1969 по 1984 год он редактировал Либертарианский форум, также первоначально с Гессом (хотя участие Гесса закончилось в 1971 году). Либертарианский форум также предоставил колонку для Ротбарда. Несмотря на небольшую аудиторию, в общенациональных дебатах участвовали консерваторы, связанные с «National Review». Ротбард отверг мнение, что избрание Рональда Рейгана в 1980 году президентом было победой либертарианских принципов, и напал на экономическую программу Рейгана в серии статей Либертарианского форума. В 1982 году Ротбард назвал претензии Рейгана о сокращении расходов «мошенничеством» и «обманом» и обвинил рейганцев в том, что они подделывают экономическую статистику, чтобы создать ложное впечатление, что их политика успешно снижает инфляцию и безработицу. Он также раскритиковал «рейганомику» в 1987 году.
Ротбард раскритиковал «бешеный нигилизм» либертариев, но также раскритиковал либертарианцев, которые довольствовались только образованием того, как разрушить государство; он полагал, что либертарианцы должны принять любую доступную им моральную тактику, чтобы добиться свободы.
Приняв для себя идею Рэндольфа Борна о том, что «война — это здоровье государства», Ротбард выступил против всех войн в своей жизни и участвовал в антивоенном активизме. В 1970-х и 1980-х Ротбард был активным членом Либертарианской партии. Он часто участвовал во внутренней политике партии. Он был одним из основателей Института Катона и выступил с идеей назвать этот либертарианский центр в честь «Катоновских писем» — мощной серии британских газетных эссе Джона Тренчарда и Томаса Гордона, которая оказала решающее влияние на отцов-основателей Америки в разжигании революции. С 1978 по 1983 год он был связан с Радикальным собранием Либертарианской партией вместе с Джастином Раймондо, Эриком Гаррисом и Уильямсоном Эверсом. Он выступил против «либерализма с низкими налогами», поддерживаемого кандидатом в президенты Либертарианской партии 1980 года Эдом Кларком и президентом Института Катона Эдвардом Х. Крейном III. По словам Чарльза Барриса, «Ротбард и Крэйн стали жестокими соперниками после споров, возникших после президентской кампании Эда Кларка в 1980 году, перешедшей на стратегическое руководство и управление Катона».
Ротбард расстался с Радикальным собранием на национальном съезде 1983 года по культурным вопросам и присоединился к тому, что он назвал «правым популистским» крылом партии, особенно к Лью Роквеллу и Рону Полу, который баллотировался в президенты от Либертарианской партии в 1988 году. Ротбард тесно сотрудничал с Лью Роквеллом (к которому позже присоединился его давний друг Бертон Блюмерт) в развитии Института Людвига фон Мизеса и публикации «Отчета Ротбарда-Роквелла», которая после смерти Ротбарда в 1995 году превратилась в веб-сайт LewRockwell.com.

### Палеолибертарианство

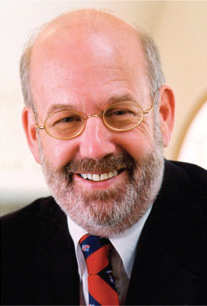
Лью Роквелл

В 1989 году Ротбард покинул Либертарианскую партию и начал наводить мосты с антиинтервенционистскими правыми после Холодной войны и назвал себя палеолибертарианцем, консервативной реакцией против культурного марксизма, господствующего в либертарианстве. Палеолибертарианство стремилось апеллировать к недовольным белым рабочим путем синтеза культурного консерватизма и либертарианской экономики. Согласно Reason, Ротбард защищал правый популизм отчасти потому, что был разочарован тем, что основные мыслители не придерживались либертарианской точки зрения, и предложил Дэвиду Дюку и сенатору от Висконсина Джозефу Маккарти сделать модели для «Обращения к жлобам», которые могли бы быть использованы широкой либертарианской / палеоконсервативной коалицией. Работая вместе, коалиция разоблачила бы «нечестивый альянс» корпоративно-либерального «большого бизнеса» и медиа-элиты, которые благодаря большому правительству создали привилегию и вырастили паразитический подкласс". Ротбард обвинил этот «низший класс» в «грабежах и угнетении большинства среднего и рабочего классов в Америке». Ротбард отметил, что основная политическая программа герцога в гонке губернатора Луизианы не содержала в себе «ничего», что «также не могло бы быть поддержано палеоконсерваторами или палеолибертарианцами: более низкие налоги, разрушение бюрократии, сокращение системы благосостояния, нападение на позитивные действия и расистский настрой» — вместо этого призывы к равным правам для всех американцев, в том числе белым".
Ротбард поддержал президентскую кампанию Пата Бьюкенена в 1992 году и написал, что «с Пэтом Бьюкененом в качестве нашего лидера мы сломаем часы социал-демократии». Когда Бьюкенен выпал из республиканской прессы, Ротбард затем переключил свой интерес и поддержку на Росса Перо, который, как писал Ротбард, «принес волнение, воодушевление, ощущение динамики и открытых возможностей тому, что имело место». Ротбард в конечном итоге поддержал Джорджа Буша-старшего из-за Билла Клинтона на выборах 1992 года.
Как и Бьюкенен, Ротбард выступил против Североамериканского соглашения о свободной торговле. Тем не менее, он разочаровался в Бьюкенене к 1995 году, полагая, что «приверженность последнего протекционизму превращалась в всестороннюю веру в экономическое планирование и национальное государство».
После смерти Ротбарда в 1995 году Лью Роквелл, президент Института Мизеса, сказал The New York Times, что Ротбард был «основателем правого анархизма». Уильям Ф. Бакли-младший написал критический некролог в «Национальном обозрении», критикуя «неправильное суждение» Ротбарда и взгляды на «холодную войну». Институт Мизеса опубликовал книгу Мюррея Ротбарда «В память».. Журналист Брайан Доэрти резюмировал некролог Бакли следующим образом: «Когда Ротбард умер в 1995 году, его старый приятель Уильям Бакли взял в руки ручку, чтобы помочиться на его могилу». Хоппе, Роквелл и коллеги Ротбарда в Институте Мизеса придерживались другой точки зрения, утверждая, что он был одним из самых важных философов в истории.

## Вклад произведений
Мюррей Ротбард известен как принципиальный враг государства. Его книга «Анатомия Государства» является самым кратким и мощным изложением антиэтатизма. Следуя за Францем Оппенгеймером и Альбертом Ноком, Ротбард рассматривает государство как опасное хищное существо. Оно ничего не производит, а только крадет ресурсы у тех, кто занимается производством благ. В книге «Анатомия Государства» Ротбард демонстрирует нам, как государство попирает и преступает все то, чего придерживаются законопослушные граждане, и как оно действует под ложным прикрытием «благих намерений»:
«Вкратце, государство — это такая организация в обществе, которая стремится поддерживать монополию на применение насилия и принуждения на определённой территории; в особенности, это единственная организация в обществе, которая получает свой доход, не при помощи добровольных взносов или платежей за товары, или оказанные услуги, а исключительно при помощи принуждения к насильственному платежу.

В то время, как другие индивиды и институты получают свой доход посредством мирной и добровольной торговли, продажи своих товаров или услуг друг другу, государство получает свой доход, используя насилие и принуждение, угрожая людям тюрьмой и штыком. Используя насилие и принуждение для извлечения своего дохода, государство обычно не останавливается на достигнутом, оно правит, и продолжает регулировать и принуждать к своим порядкам, оно и далее насаждает неравные условия и диктует остальные действия для „своих подданных“».

В своих произведениях Ротбард отстаивал концепцию свободного общества и заявлял, что государственное вмешательство в экономику недопустимо. Он считал, что рынок и без помощи государства сможет удовлетворять потребности людей, защищать их свободы и успешно развиваться благодаря конкуренции различных компаний за потребителей. Его работы внесли большой вклад в развитие идей антиэтатизма и либертарианства. В своей работе «Власть и рынок: государство и экономика» Ротбард критикует концепцию Генри Джорджа о «едином налоге», заявляя, что поиск налога, который будет нейтрален по отношению к рынку — безнадежное дело:
«Хотя, на мой взгляд, эта доктрина полностью ошибочна, джорджисты правы, когда утверждают, что в современных работах их важные утверждения и аргументы никогда не упоминаются и, тем более, никем не опровергнуты, но, тем не менее, во многих текстах джорджистские концепции молчаливо используются. Теория джорджистского налога слишком долго ждала детальной критики.» 
Мюррей Ротбард, вопреки устоявшемуся в то время мнению о том, что действия государства и рынка похожи друг на друга, вслед за Францем Оппенгеймером и Альбертом Ноком, заявляет, что они диаметрально противоположны друг другу: 
«Первые необходимо предполагают насилие, агрессию и эксплуатацию, а последние являются необходимо гармоничными, мирными и взаимовыгодными для всех».

## Список произведений
Список всех произведений Мюррея Ротбарда находится на сайте Института Мизеса по ссылке mises.org/library/rothbard-bibliography в отдельном файле Rothbard_Bibliography.PDF.
- Анатомия Государства (Anatomy of the State).
- Анатомия государства. Оппенгеймер «Государство» (Anatomy of the State. Oppenheimer, «The State»).
- Власть и рынок: Государство и экономика (Power and Market. Government and the Economy).
- Государство, деньги и центральный банк (What Have Government Done to Our Money? The Case against the Fed).
- Государство и Деньги, 1964.
- К НОВОЙ СВОБОДЕ (For a New Liberty. The Libertarian Manifesto).
- Экономические депрессии: их причины и методы лечения.
- Мистический Федеральный Резерв (недоступная ссылка).
- Man, Economy, and State (with Power and Market).
- Этика Свободы.
- Как следует и как не следует демонтировать социализм // Экономическая политика. — 2009. — № 6. — С. 195—205.
- An Austrian Perspective on the History of Economic Thought vol. 1
- An Austrian Perspective on the History of Economic Thought vol. 2
- Великая депрессия в Америке = America’s great depression. / Пер. с англ. — М. : ИРИСЭН : Мысль, 2012. — 520 с. — (Серия История) — ISBN 978-5-91066-052-0
- Экономическая мысль : [в 2 т.] = Economic thought before Adam Smith. — Москва ; Челябинск : Социум, 2020. ISBN 978-5-906401-90-8
- Государство и деньги : Как государство завладело денеж. системой о-ва / [Пер. с англ.: А. Куряев и др.; Пер. с фр. Ю. А. Школенко]. — 4. изд. — [Москва] : Социум, [2002]. — 162, [3] с. ISBN 5-901901-09-6

## Интервью
- «Интервью с Мюрреем Ротбардом о людях, экономике, государстве, Мизесе и будущем австрийской школы». Бюллетень австрийской экономики, лето 1990 г.

## Дальнейшее чтение
- Блок, Уолтер Э. (Весна 2003). «На пути к либертарианской теории неотъемлемости: критика Ротбарда, Барнетта, Гордона, Смита, Кинселлы и Эпштейна» (PDF) . Журнал либертарианских исследований. 17 (2). SSRN 1889456.
- Бёттке, Питер (осень-зима 1988). «Экономисты и свобода: Мюррей Ротбард» (PDF) . Номос : 29-34, 49-50. ISSN 0078-0979 . OCLC 1760419 . Архивировано из оригинала (PDF) 25 сентября 2013 года . Проверено 21 сентября 2013 .
- Доэрти, Брайан (2007). «Радикалы капитализма: вольная история современного американского либертарианского движения». PublicAffairs. ISBN 1-58648-350-1
- Фрэнч, Х. Е. (1973). «Теория общественного выбора Мюррея Ротбарда, современного анархиста». Общественный выбор. 14 : 143-53. doi : 10.1007 / BF01718450 . JSTOR 30022711.
- Худик, Марек (2011). «Ротбардианский спрос: критика». Обзор австрийской экономики. 24 (3): 311-18. doi : 10.1007 / s11138-011-0147-3.
- Кляйн, Даниэль Б. (осень 2004). «Простое либертарианство: смешивание Хайека и Ротбарда». Документы Причины. 27 : 7-43. SSRN 473601.
- Пак, Спенсер Дж. (1998). «Адам Смит Мюррея Ротбарда» (PDF). Ежеквартальный журнал австрийской экономики. 1 (1): 73-79. doi : 10.1007 / s12113-998-1004-5
- Точстон, Кэтлин (2010). «Рэнд, Ротбард и пересмотр права» (PDF). Либертарианские документы. 2 (18): 28. OCLC 820597333.